# Зефир тихоокеанский
Зефир тихоокеанский или хетопрокта тихоокеанская (лат. Goldia pacifica) — бабочка из семейства голубянки. А.В.Свиридовым относился к роду Chaetoprocta.

## Описание
Размах крыльев 36-44 мм. Передние крылья сверху тёмно-бурого цвета с тёмной вершиной заднего угла и тёмным пятном между первой и второй кубитальными жилками. Отлив лишь на участке кнаружи от дискальной жилки.
Вдоль самого внешнего края крыла расположены поперечные голубые штрихи.
Хвостик на заднем крыле длинный тонкий, длиной 4,5 — 5,5 мм. Нижняя сторона крыльев с серебристо-белым налётом. На обоих крыльях выделяются коричневые дискальные пятна.
Постдискальная полоса разделена на пятна, расположенные между жилками. Кнаружи от неё проходят еще 2, окаймленные, как и пятна, беловатыми ободками.
На заднем крыле у заднего угла имеется 2 оранжевых пятна, переднее из которых, с черным штришком по центру.
Хоботок жёлтого цвета.

## Ареал
Южное Приморье — Синий хребет, в 30 км от села Чернышевки Анучинского района, откуда и была описана в 1984 году. Позднее найден на северо-западном склоне хребта в Спасском районе близ пос. Калиновка.

## Местообитания
Встречена в смешанном долинном лесу.

## Время лёта
Бабочки встречаются с начала июня до середины июля.

## Численность
Специальные учёты не проводились. Учитывая крайне малый ареал, вероятно, весьма низкая, лимитируется преимущественно естественными факторами.

## Замечания по охране
Занесен под названием Хетопрокта тихоокеанская (Chaetoprocta pacifica) в Красную Книгу России (I категория — находящийся под угрозой исчезновения вид).